# Едо Дапіфер

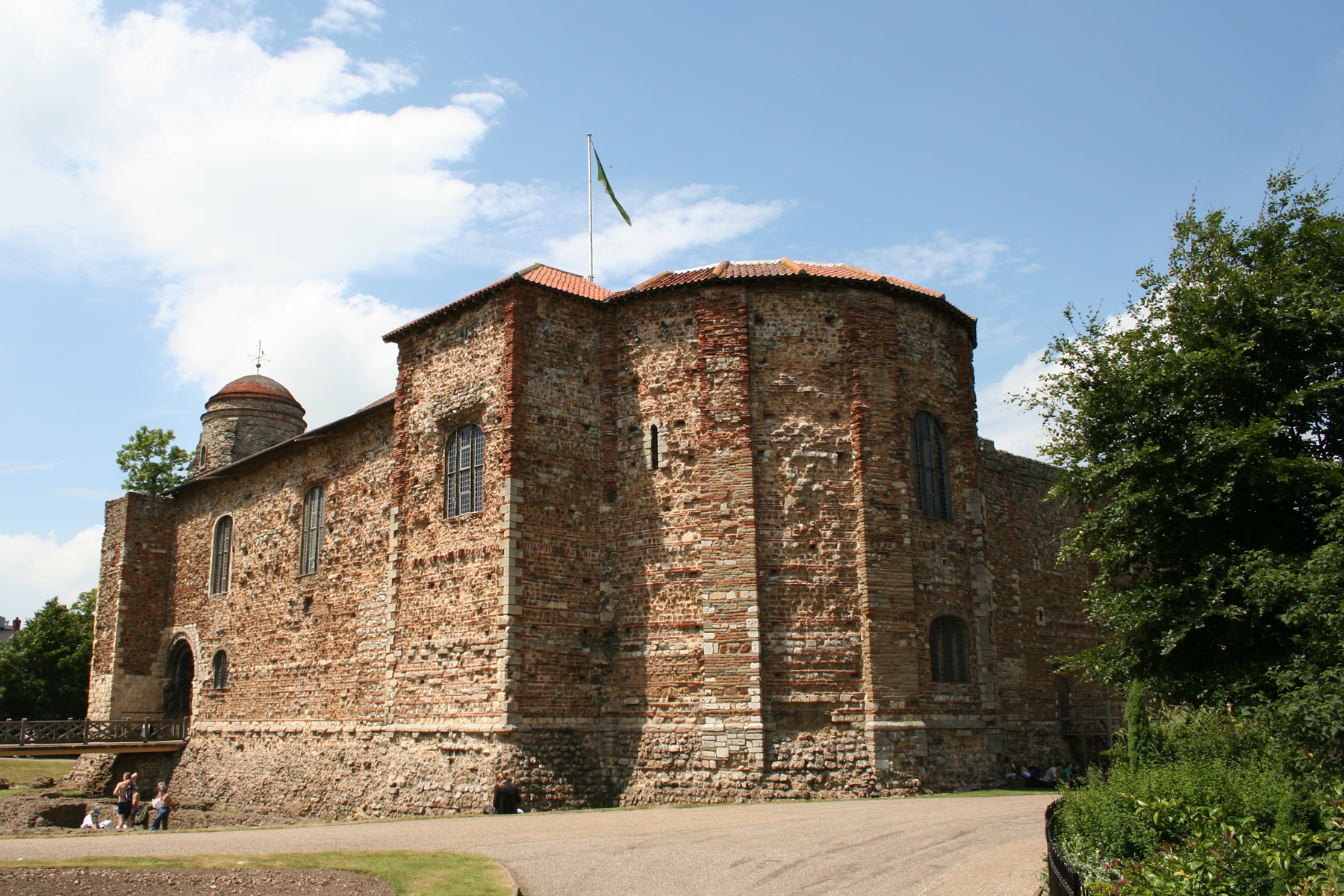
Колчестерський замок, зведений Едо Дапіфером у 1069—1100 рр.

Е́до Да́піфер (або Едо Сенешаль; фр. Eudo Dapifer; пом. 1120) — нормандський лицар, учасник завоювання Англії Вільгельмом Завойовником. Прізвисько «Дапіфер» (лат. Dapifer) вказувало на займану ним посаду при дворі короля Англії — Едо був сенешалем (лордом-стюардом) англійського короля.

## Біографія
Едо був четвертим сином Губерта де Рі, нормандського барона, який за легендою врятував життя молодому Вільгельму Завойовнику під час одного із заколотів нижньонормандської аристократії. В юності Едо, як і його старші брати, знаходився на службі у герцога Вільгельма і, очевидно, брав участь у нормандському завоюванні Англії. Достовірних свідчень про те, чи брав участь Едо у битві при Гастінгсі, однак, немає: існує припущення що згадуваний Васом сеньйор де Пре, що брав участь у битві, у дійсності був Едо Дапіфером, але однозначно це дотепер не встановлено.
Всі сини Губерта де Рі після завоювання Англії отримали від Вільгельма значні земельні володіння та посади у королівській адміністрації. Старший син Ральф Фіц-Губерт був призначений каштеляном Ноттінгемського замку, другий син Губерт — констеблем Нориджа, третій син Адам отримав землі у Кенті та був одним з представників короля під час перепису 1085 року. Та скоро троє старших братів повернулись разом із батьком до Нормандії, де продовжували служити у адміністрації короля Вільгельма. В Англії залишився лише молодший син Губерта де Рі — Едо, якому були надані землі в Ессексі (25 манорів) та ряді інших графств Східної Англії.
Біля 1070 року Едо Фіц-Губерт був призначений сенешалем королівського дому. З цим призначенням пов'язано декілька легенд. За однією з них, батько Едо, Губерт де Рі, на початку 1066 перебував біля ліжка помираючого англійського короля Едуарда Сповідника й отримав з його вуст вказівку на те, що своїм спадкоємцем він призначає саме нормандського герцога Вільгельма. Губерт де Рі приніс цю звістку у Нормандію, разом зі священними королівськими реліквіями (мечем, золотим рогом для полювання та головою могутнього оленя). За це Вільгельм Завойовник пообіцяв Губерту посаду сенешаля. За іншою легендою, одного разу Вільям Фіц-Осберн, перший сенешаль Англії та граф Герефорд подав королю Вільгельму недосмажений шматок оленини. Розгніваний король хотів вдарити Вільгельма кулаком, та Едо Фіц-Губерт, що, як раз прислуговував за столом, прийняв удар на себе. На прохання Вільяма Фіц-Осберна після його від'їзду до Нормандії у 1070 король призначив сенешалем Едо.
Посада сенешаля (або стюарда, лорда-розпорядника) передбачала керування господарством королівського дому, у першу чергу організацію столу та контроль за їжею для попередження можливих спроб отруєння. У підпорядкуванні сенешаля також знаходились працівники королівських кухонь та комор, а також виночерпії. Як і посада камергера, посада сенешаля була вищою у системі управління королівським домом. Едо залишався сенешалем Вільгельма Завойовника протягом 17 років і був присутній біля смертного одра короля у Руані, у 1087. Пізніше він активно сприяв вступу на англійський престол після смерті завойовника його другого сина Вільгельма Руфуса. Саме Едо супроводжував Руфуса до Англії та забезпечив захоплення королівської скарбниці у Вінчестері й перехід під контроль нового короля портів на узбережжі Ла-Маншу. У подальшому Едо Дапіфер залишався близьким соратником Вільгельма ІІ й розширив свій вплив при дворі. Після сходження на престол Англії 1100 року Генріха I Едо на деякий час впав у немилість короля, через підозри у співпраці з Робертом Куртгезом, але скоро був прощений. Король Генріх навіть був присутній біля ліжка помираючого Едо 1120 року в замку Пре у Нормандії, де прийняв розпорядження останнього відносно пожертв на користь церкви. Після смерті Едо його тіло було перевезено до Англії та поховано у Колчестері.
Едо Дапіфер відомий також як покровитель міста Колчестера, яке знаходилось у центрі його ессекських володінь. Під керівництвом Едо був зведений та у подальшому знаходився під його управлінням величний Колчестерський замок. відомий своїм донжоном, найвищим в Англії. У 1096/1097 роках Едо разом зі своєю дружиною та Гілбертом де Клером заснували у Колчестері церкву Св. Петра. Він також був активним дарителем і після своєї смерті заповідав частину своїх земель та значну суму грошей Колчестерському абатству. Досі скульптура Едо Дапіфера прикрашає будівлю міського управління Колчестера.

## Одруження та діти
Едо Дапіфер був одружений з Рогезією, сестрою Гілберта Фітц-Річарда де Клера, від якої мав лише одну дитину — дочку
- Маргариту, що успадкувала володіння свого батька та вийшла заміж за Вільгельма де Мандевіля, сина Жоффруа де Мандевіля, констебля Тауеру. У них народився син — Жоффруа де Мандевіль, у подальшому граф Ессекський та один з найактивніших учасників громадянської війни в Англії 1140-х років.

## Виноски
1. ↑  Ордерик Віталій. Церковна історія.
2. ↑  Відомо, що сеньйорія Пре (на території сучасного департаменту Приморська Сена) 1070 року знаходилась у володінні Едо Дапіфера.
3. ↑  Dugdale. Baronage, vol. I.